# Fernanda Melchor
Fernanda Melchor (nascida em 1982, Veracruz, México ) é uma escritora mexicana. Ela é mais conhecida por seu romance Hurricane Season pelo qual ganhou o Prêmio Anna Seghers de 2019 e um lugar na lista final do Booker Internacional de 2020 Prêmio .

## Vida e carreira
Melchor formou-se em Jornalismo pela Universidad Veracruzana onde foi Coordenadora de Comunicação do campus Veracruz-Del Río.
Melchor publicou ficção e não-ficção em várias revistas, inclusive The Paris Review, La Palabra y el Hombre, Letras Libres, Excélsior, Replicante, Milenio semanalmente, Le Monde diplomatique, Vice Latinoamérica, GQ Latinoamérica e Vanity Fair Latinoamerica. Iniciou a carreira de escritora em 2013 com a publicação de Aquí no es Miami (2013), coletânea de jornalismo literário, e Falsa Liebre (2013), seu primeiro romance.
Temporada de huracanes - um romance baseado no assassinato de uma mulher tida como bruxa em uma pequena cidade no estado natal de Melchor, Veracruz - foi apresentado como um dos melhores romances do México em 2017 O livro foi traduzido para o alemão por Angelica Ammar e para o inglês por Sophie Hughes . Ganhou o Prêmio Internacional de Literatura de 2020 da Haus der Kulturen na Alemanha, e foi selecionado para o Prêmio Internacional Booker de 2020.
Em 2018, Melchor ganhou o Prêmio PEN México de Excelência Literária e Jornalística
Em 2019, Melchor recebeu o Prêmio Internacional de Literatura e o Anna Seghers-Preis junto com o escritor alemão Joshua Gross.
Em 2024, Melchor vence o Prémio Literário Casino da Póvoa atribuído no âmbito do festival Correntes d’Escritas, com a obra "Temporada de Furacões ".

## Filmografia
- Somos (2021) como roteirista. Série da Netflix.[14]